# Almtunakyrkan
Almtunakyrkan är en kyrkobyggnad som tillhör Domkyrkoförsamlingen i Uppsala. Kyrkan ligger i kvarteret Liljan i Fålhagen, strax öster om Vaksala torg. 

## Kyrkobyggnaden
Byggnaden är uppförd i mörkrött tegel med inredning av japansk ek. Den ritades av arkitekt Peter Celsing och stod färdigbyggd 1959. Anläggningen består av ett kyrkorum i norr, ett bostadshus i söder samt ett församlingshem undertill i suterrängplanet. Kyrkorummet är ganska dunkelt och ska påminna om de gamla klosterkyrkorna. Vid ena väggen finns ett stort glasparti. Kyrkorummets tak har tre längsgående tunnvalv av träpanel.
Altartavlan är en triptyk från 1963 av konstnären Ragnar Johansson (1913–1997). Under fastan hänger här ett annat verk av samme konstnär.
På muren vid anläggningens står en skulptur av konstnären Eric Ståhl som kallas "Pilgrimen". Skulpturen tillkom år 1979.

### Orgel
Orgeln byggdes 1959 av Grönlunds Orgelbyggeri AB, Gammelstad och är mekanisk med slejflådor. Tonomfånget är på 56/30. Orgelskåpet kan tillslutas med två dörrar.
| Manual              | Pedal       | Koppel  |
| Gedackt 8' B/D      | Dulcian 16´ | Man/Ped |
| Principal 4' B/D    |             |         |
| Rörflöjt 4' B/D     |             |         |
| Blockflöjt 2' B/D   |             |         |
| Scharf III 1'       |             |         |
| Trumpetregal 8' B/D |             |         |